# Cleves (Ohio)
Cleves es una villa ubicada en el condado de Hamilton, Ohio, Estados Unidos. Tiene una población estimada, a mediados de 2021, de 3377 habitantes.

## Geografía
La localidad está ubicada en las coordenadas 39°9′52″N 84°44′29″O / 39.16444, -84.74139 (39.164583, -84.741377). Según la Oficina del Censo de los Estados Unidos, tiene una superficie total de 4.17 km², de la cual 4.00 km² corresponden a tierra firme y 0.17 km² son agua.

## Demografía
Según el censo de 2020, en ese momento había 3414 personas residiendo en Cleves. La densidad de población era de 853.50 hab./km². El 91.94% de los habitantes eran blancos, el 0.62% eran afroamericanos, el 0.21% eran amerindios, el 0.70% eran asiáticos, el 0.50% eran de otras razas y el 6.03% eran de una mezcla de razas. Del total de la población, el 1.73% eran hispanos o latinos de cualquier raza.ref>«Cleves village, Ohio». Oficina del Censo de los Estados Unidos. Consultado el 20 de octubre de 2022.</ref>